# Aigenberg (Bayerischer Wald)
Der Aigenberg ist eine 610 Meter hohe Erhebung im Bayerischen Wald auf dem Gebiet der Gemeinde Rattenberg im Landkreis Straubing-Bogen. Der höchste Punkt befindet sich auf der Gemarkung Siegersdorf drei Kilometer Luftlinie südöstlich des Ortskerns von Rattenberg und etwa 75 Meter über dem Talgrund des Klinglbachs. Am Fuß des Aigenbergs befindet sich das Geotop Straßenaufschluss am Aigenberg.
Durch die geplante Errichtung eines etwa 40 Meter hohen Mobilfunkmastes erlangte diese Erhebung mit geringer Dominanz und einer Schartenhöhe von nur einigen Metern namentliche Erwähnung in der lokalen Presse.